# Sumo en Obras (9/8/1986)
Sumo en Obras (9/8/1986), é um álbum ao vivo da banda de rock argentina Sumo, que foi lançado após a morte do líder da banda Luca Prodan.
O álbum contém 55min. de imagens do show de apresentação do álbum Llegando los Monos, que aconteceu no dia 9 de agosto de 1986, no Estadio Obras Sanitarias. Alguns dias após este show na Argentina, eles fizeram o mesmo show num Festival no Uruguai, para um público de 25.000 pessoas.

## Faixas
1. Crua Chan
2. Divididos por la felicidad
3. Heroina
4. Que me pisen
5. El ojo blindado
6. Mula Plateada
7. El reggae de paz y amor
8. Mejor no hablar de ciertas cosas
9. Kaya
10. La rubia tarada
11. Fuck You
12. Los viejos vinagres